# Jimmi Bartholomæussen
Jimmi Bartholomæussen (født 11. februar 1974) er en tidligere professionel fodboldspiller og nuværende spillende træner for serie 2-klubben Bruunshåb-Tapdrup Idrætsforening.
I 1993/1994 spillede han 8 kampe i Superligaen for Viborg FF.
Efter at have spillet i klubben i nogle år blev han den 1. juni 2009 ansat som træner i Bruunshåb-Tapdrup Idrætsforening hvor han overtog jobbet efter Thomas Christophersen.